# Palmeiras de Goiás
Palmeiras de Goiás là một đô thị thuộc bang Goiás, Brasil. Đô thị này có diện tích 1523,683 km², dân số năm 2007 là 18699 người, mật độ 12,1 người/km².